# 베르트 모리조
베르트 모리조(Berthe Morisot, 1841년 1월 14일~1895년 3월 2일)는 프랑스의 화가로, 파리에서 활동한 인상주의 그룹의 일원이었다. 그의 작품은 파리 살롱전에서 6번 연속으로 당선되었으며, 1874년부터는 인상주의 전시에 참여하여 계속 활동하였다. 모리조의 어머니는 로코코 시대 화가인 장오노레 프라고나르의 종손녀이며, 에두아르 마네의 동생 외젠 마네와 결혼했다.

## 생애
아버지는 지방의 지사였으며, 그녀는 처음에는 코로에게 배웠으나 1868년에는 마네를 만나 그 제자가 되었다. 마네의 작품에는 자주 등장하는 여성이며, 마네와 영감을 주고 받던 동료 화가인 모리조는 1874년에 마네의 동생과 결혼했다. 제작을 계속한 모리조는 인상파의 전람회에는 제1회부터 참가했다. 가정은 부유하고 부족함이 없는 환경이어서, 작품은 신변의 평화로운 생활을 그려 밝은 신선미를 보이고 있다. 여성적인 작품의 전형이라고 일컬어질 만큼 교양을 갖춘 모리소의 작품은 자유로운 터치에다 단아한 감각을 빛냈다.

## 주요 작품

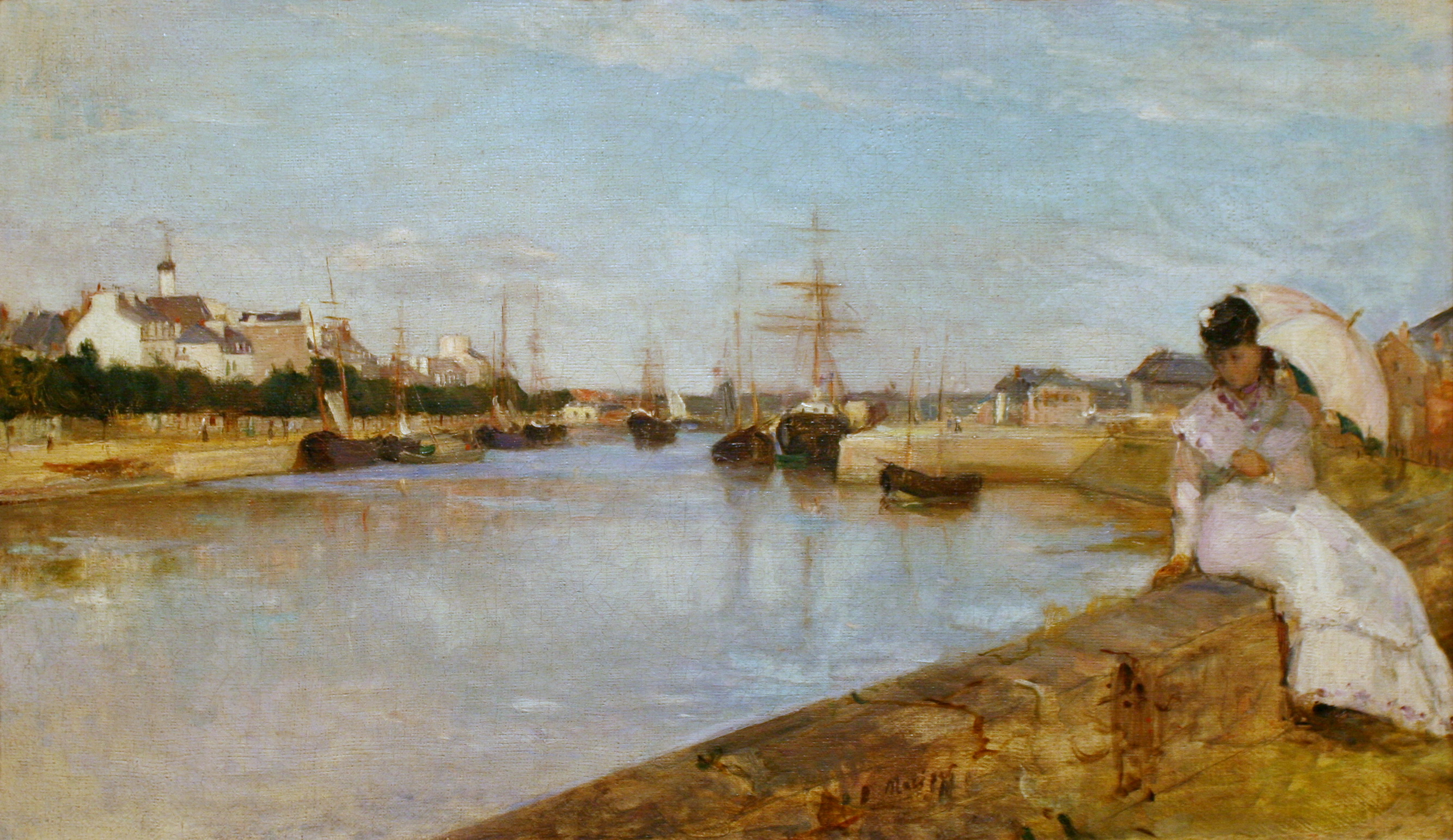
The Port at Lorient
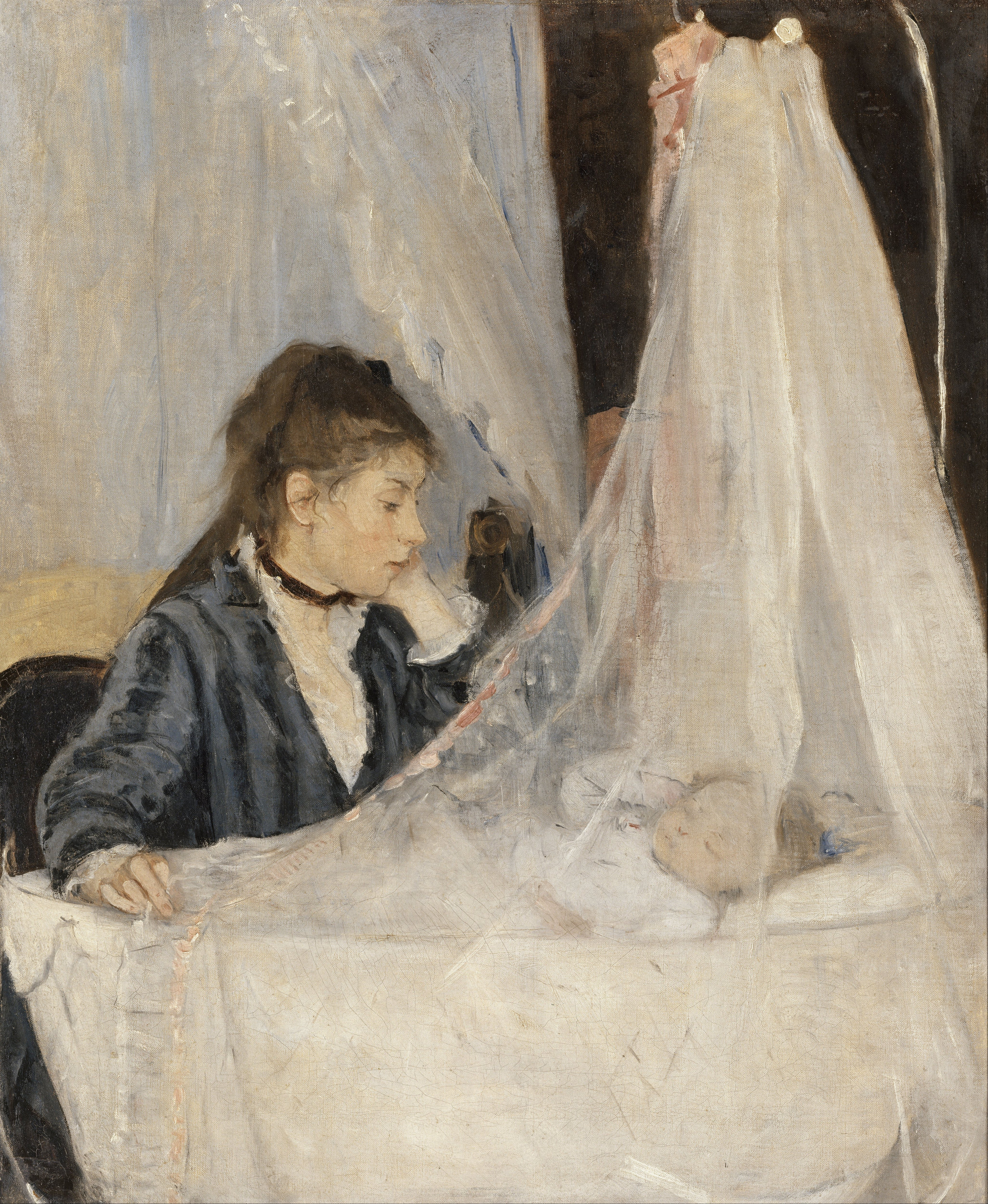
The Cradle
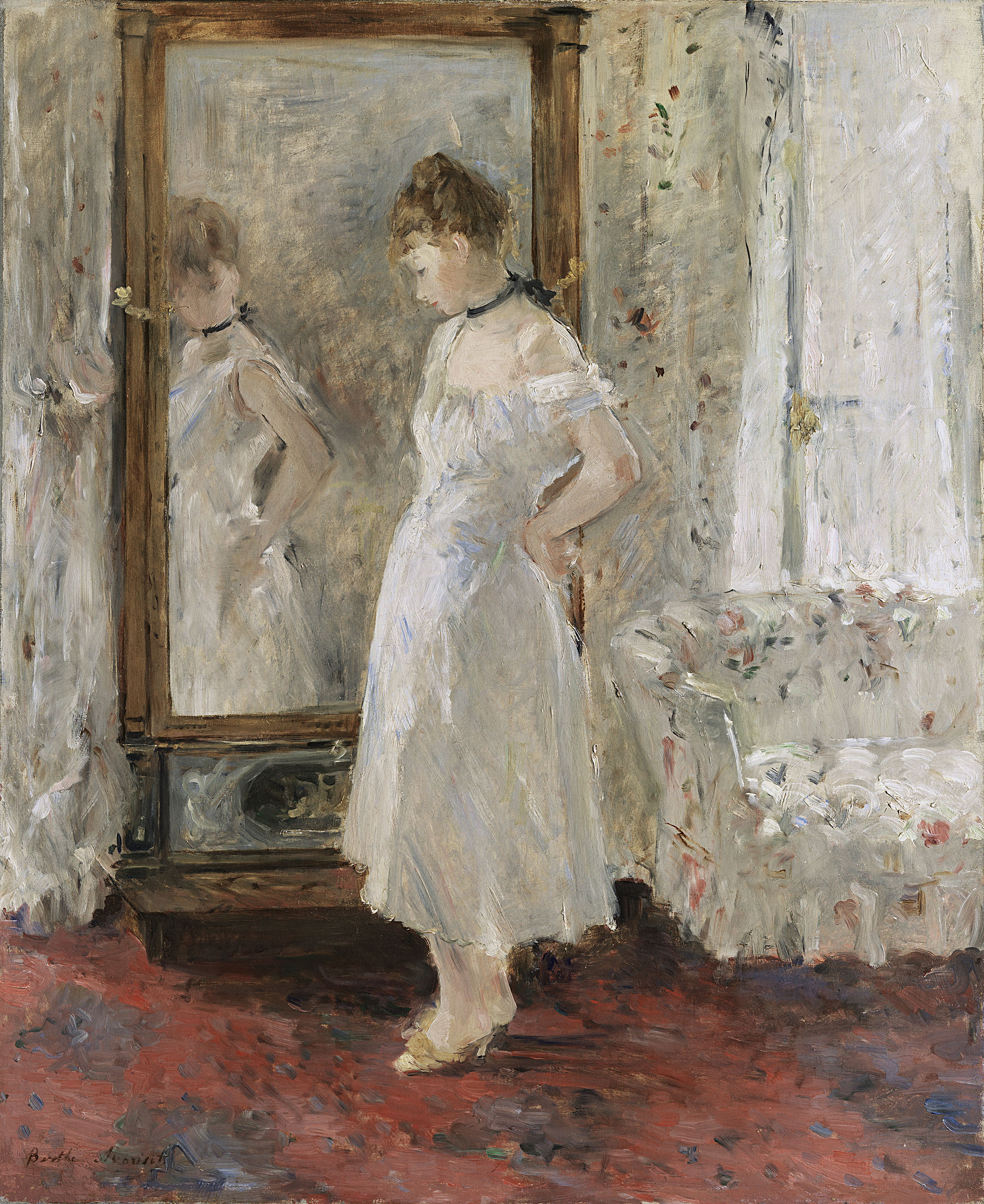
The Psyche mirror
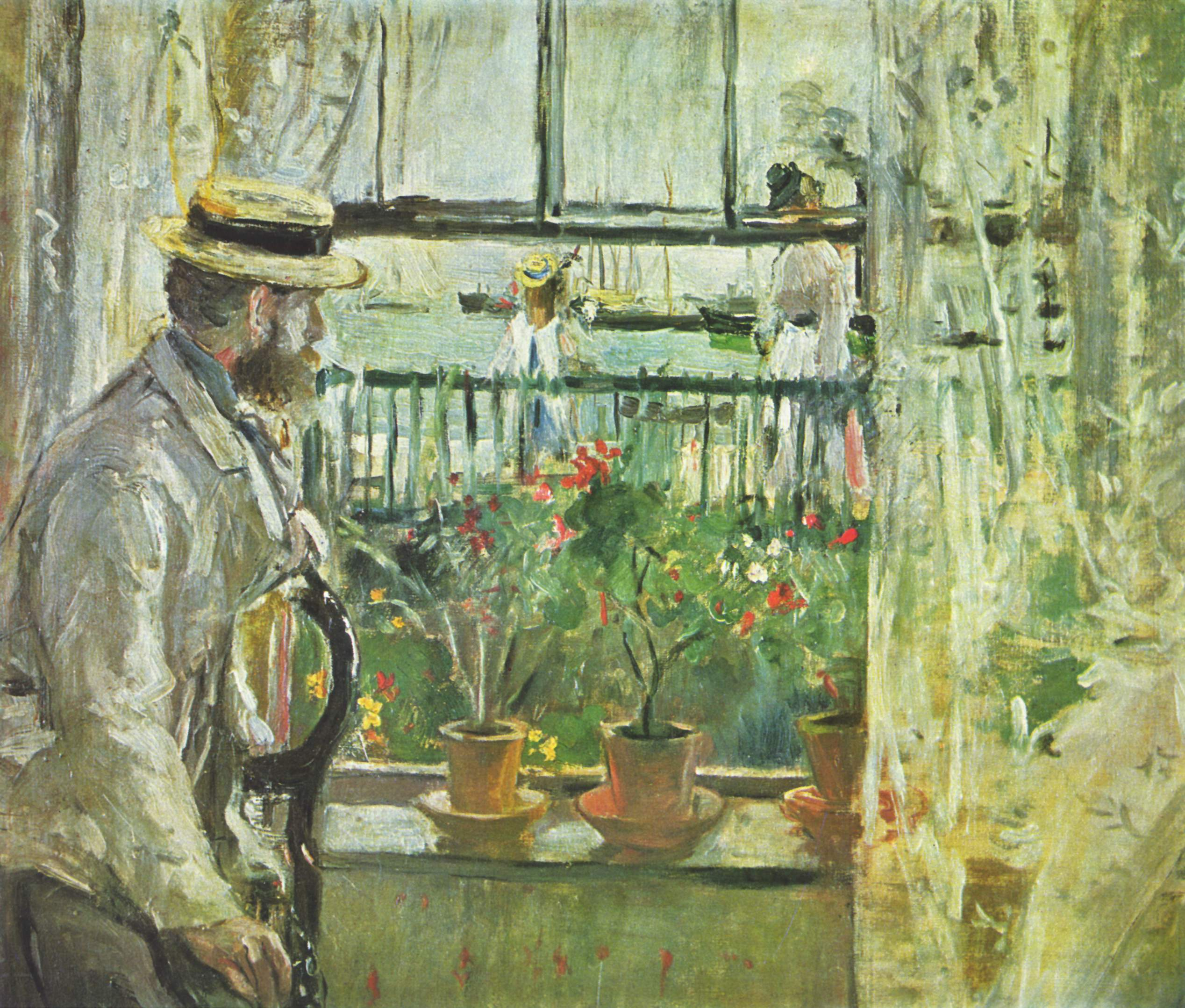
Eugène Manet on Isle of Wight

## 같이 보기
- 서양화